# Kuiu
Kuiu albo Kuyu – piętnasta co do wielkości wyspa USA. Leży w Archipelagu Aleksandra (południowa Alaska) pomiędzy Wyspą Kuprejanowa a Wyspą Baranowa (oddzielona od niej cieśniną Chatham).
Powierzchnia wynosi 1936 km², długość to 105 km, szerokość waha się od 10 do 23 km. Populacja wyniosła zaledwie 10 osób według spisu z 2000 roku. Maksymalna wysokość to 1080 m n.p.m. Wyspę niemal na pół przecina Kanał Afflecka. W całości należy do Tongass National Forest. Została dokładnie zbadana podczas ekspedycji George'a Vancouvera z lat 1791-5.